# Кокейто (город, Миннесота)
Кокейто (англ. Cokato) — город в округе Райт, штат Миннесота, США. На площади 3,3 км² (3,3 км² — суша, водоёмов нет), согласно переписи 2002 года, проживают 2727 человек. Плотность населения составляет 820,8 чел./км².
- Телефонный код города — 320
- Почтовый индекс — 55321
- FIPS-код города — 27-12430[1]
- GNIS-идентификатор — 0641381[2]